# Tutorial

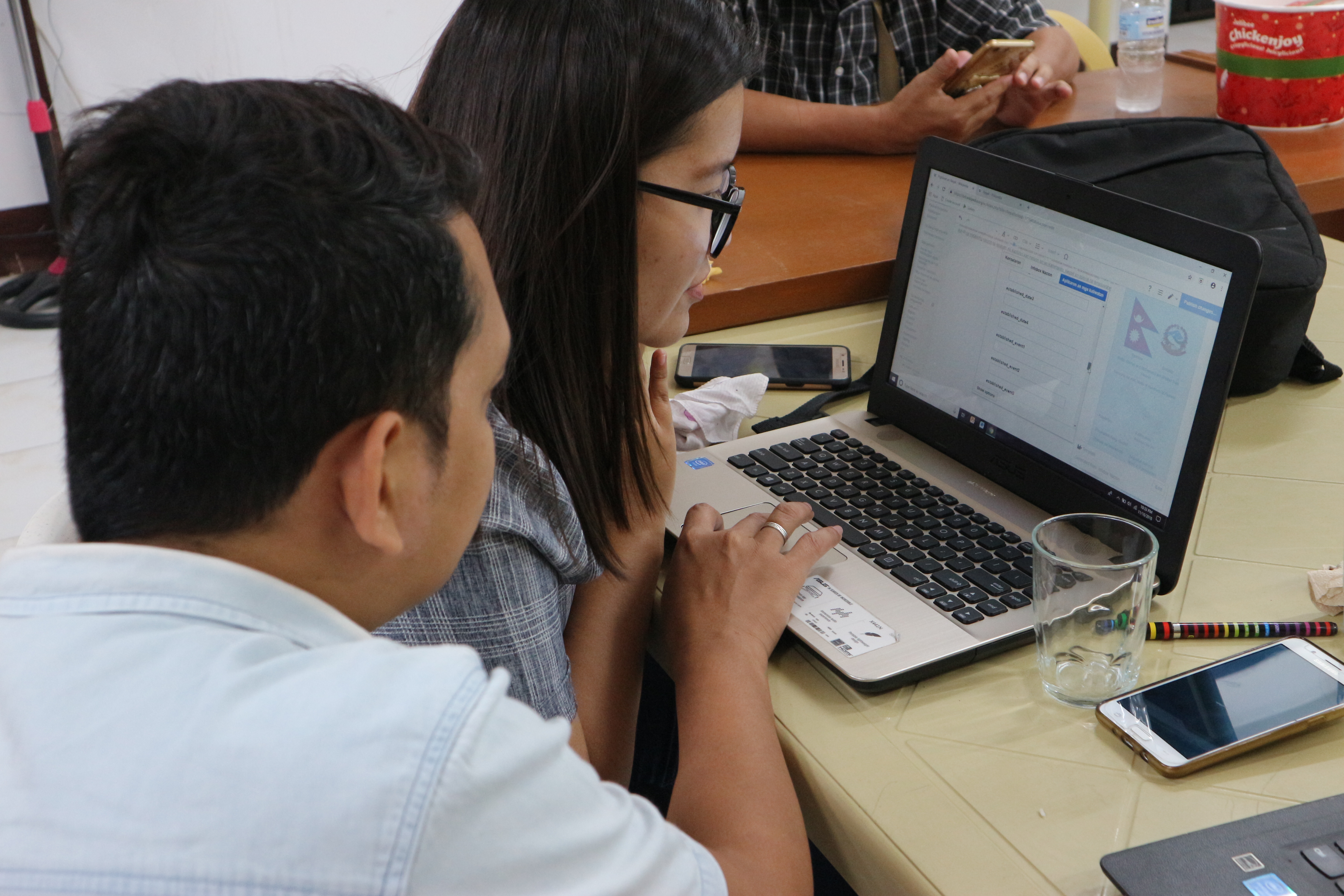
Participantes del WikiTutorial ocurrido en la Universidad de agricultura de Bicol Central, en Pili, Filipinas (2018)

Un tutorial (del latín tueri, «tutelar») es un método de transferencia de conocimiento o un sistema instructivo de corta duración y basado en el autoaprendizaje, pudiendo ser parte de un proceso de aprendizaje mayor.
El término se utiliza mucho en Internet, ya que hay muchos sitios web que ofrecen tutoriales, desde cómo codificar en html a cómo editar fotografía profesional. Hay tutoriales que solo pueden consultarse por medio de Internet y hay otros que son accedidos directamente leyendo el disco compacto que contenga la información, o accediendo a información ya instalada en el disco duro.

## Etimología
Procede del latín tueri «observar, velar» y los sufijos –tor (de agente) y –al («relativo a»). Sin embargo, al castellano ha entrado recientemente, via inglés.

## Tutorial académico
En el lenguaje académico británico, un tutorial (/tjuːˈtɔːriəl/) es una pequeña clase de uno o más estudiantes, en la que el tutor ofrece atención individual a los estudiantes. Es lo que en castellano se conoce como tutoría. El sistema tutorial en las universidades de Oxford y Cambridge es fundamental en los métodos de enseñanza, el Heythrop College (Universidad de Londres), por ejemplo, también ofrece un sistema de tutorías individuales. En las universidades de Sudáfrica, Australia y Nueva Zelanda, un tutorial (coloquialmente llamado tute o tuden Sudáfrica) es una clase de 10 a 30 estudiantes. Estos tutoriales son muy similares al sistema canadiense, donde los tutoriales suelen ser dirigidos por los cum laude o estudiantes de postgrado, que reciben el nombre de Tutor.
En la Saint John's College de Annapolis y en otras universidades de los Estados Unidos, utilizan una versión similar del programa Great Books, donde un tutorial es una clase de 12 a 16 estudiantes que se reúnen periódicamente con la guía de un tutor.
El tutorial se centra en un tema determinado (por ejemplo, un tutorial de matemáticas, un tutorial de idiomas) y, en general, procede a la lectura atenta de los textos primarios seleccionados y a trabajar a través de ejercicios asociados.
Algunas universidades estadounidenses, como la Williams College en Williamstown, ofrecen tutoriales con casi idéntica estructura a la de los tutoriales de Oxbridge. En el Williams College, los estudiantes suelen trabajar en parejas con un profesor y se reúnen, alternativamente, por presentaciones semanales posicionándose con un tema o para hacer críticas de la presentación de su pareja.

## Tutorial en Internet
En Internet se puede encontrar una amplísima variedad de tutoriales en multitud de formatos. En plataformas como YouTube, por ejemplo, abundan videotutoriales en forma de grabación de una pantalla de ordenador. También existen tutoriales interactivos, o en formato sonoro como los audiotutoriales o el podcasting, en el que una persona experta en alguna materia da instrucciones paso a paso sobre cómo hacer algo. Los tutoriales generalmente tienen las siguientes características:
- Una presentación de visión general que explica y muestra al usuario la interfaz de usuario.
- Una demostración de un proceso, utilizando ejemplos para mostrar cómo se ha completado un proceso de flujo de trabajo o, a menudo dividido en módulos o secciones discretas.
- Algunos métodos de revisión que refuerzan o prueban la comprensión de los contenidos.
- Una transición a los módulos o secciones adicionales que se basa en las instrucciones ya previstos. Los tutoriales pueden ser lineales o de ramificación.

El término se utiliza habitualmente para referirse a los programas de aprendizaje en línea, aunque un tutorial también puede presentarse impreso. Así, en jerga informática se usan igualmente los términos HOWTO o how-to (del inglés how to, «cómo hacer») para referirse a un documento breve, conciso e informal que describe cómo cumplir determinadas tareas.

## Pasos para elaborar un tutorial
Para hacer un tutorial hay que dar ciertos pasos:
- Saber el tema que se va a tratar y explicarlo de forma sencilla, práctica, útil y que aporte algo al espectador. Escribir primero lo que se va a decir y hacer en el videotutorial.
- No sobrepasar los 10 o 12 minutos de grabación. Antes de difundir un vídeo a través de redes sociales, blogs o plataformas, es mejor ensayarlo para corregir errores a tiempo.
- Si se va a usar música de fondo, se debe tener en cuenta que no distraiga, ya que lo más importante es la voz.
- No sobrecargar los vídeos con elementos gráficos, ya que su abuso distrae la atención del espectador.
- Facilitar una manera de interactuar con el espectador, para aclarar dudas y atender sugerencias.

## Partes de un tutorial
Todo tutorial debe contener las siguientes partes:
- El título de lo que se va a explicar. Debe ser claro para que los usuarios sepan qué van a ver.
- El saludo o la presentación y despedida de la persona que habla.
- El objetivo que pretende conseguir la persona que vea el tutorial.
- El desarrollo del contenido del tutorial.